# Pévange

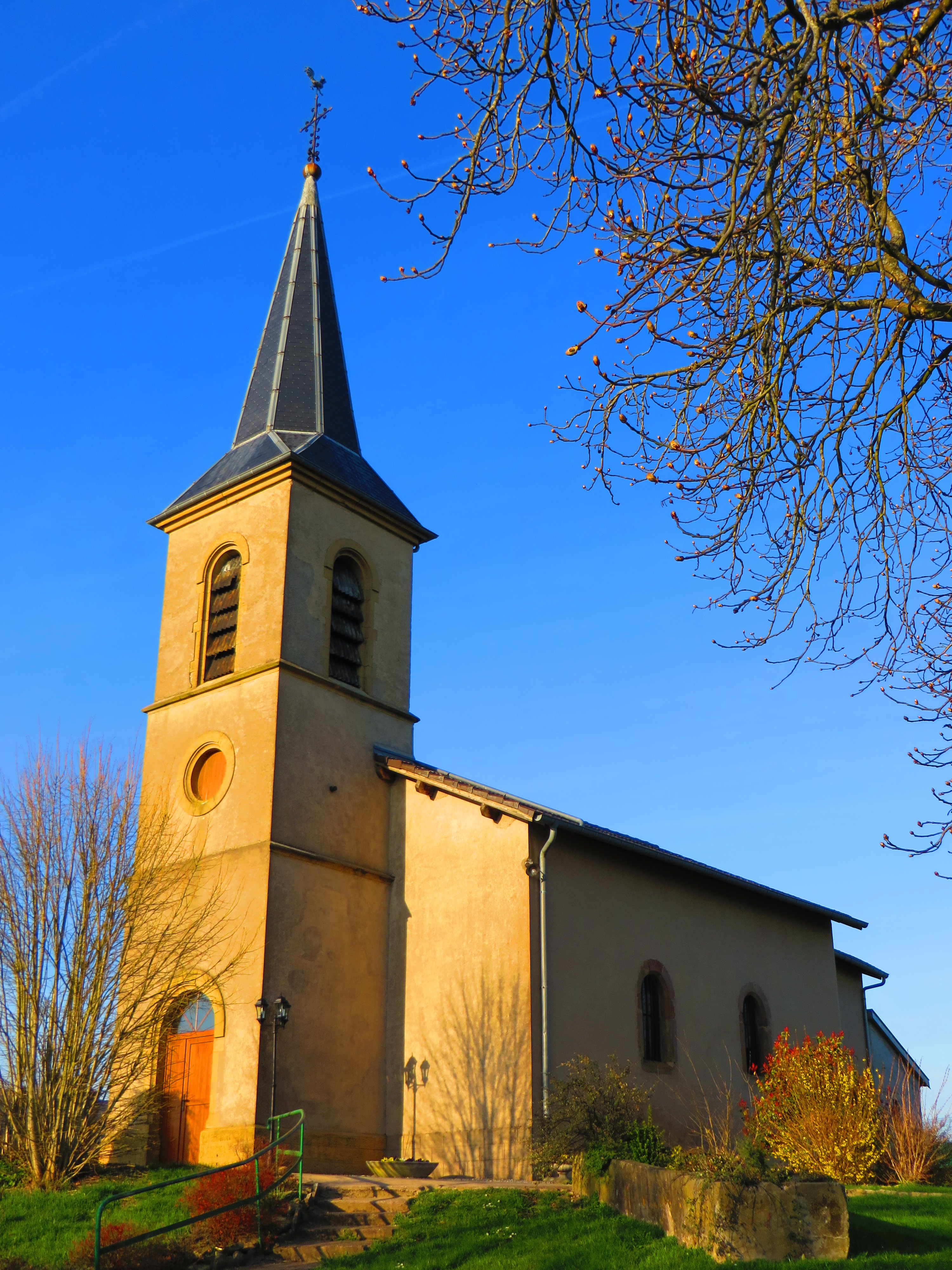
Kirche St. Martin

Pévange (deutsch Pewingen) ist eine französische Gemeinde mit 40 Einwohnern (Stand 1. Januar 2022) im Département Moselle in der Region Grand Est (bis 2015 Lothringen). Sie gehört zum Arrondissement Sarrebourg-Château-Salins.

## Geographie
Die Gemeinde Pévange liegt in Lothringen, 49 Kilometer südöstlich von Metz, 15 Kilometer nordöstlich von Château-Salins und etwa zwei Kilometer südwestlich von Morhange (Mörchingen) im Quellgebiet der Kleinen Seille am Roder Bach auf einer Höhe zwischen 222 und 259 m über dem Meeresspiegel. Das Gemeindegebiet umfasst 1,94 km². Durch das Gemeindegebiet von Pévange verläuft die Hochgeschwindigkeits-Bahnstrecke LGV Est européenne von Paris nach Straßburg.

## Geschichte
Das kleine Dorf mit Kapelle gehörte früher zum Herzogtum Lothringen und wurde 1680 von Frankreich annektiert. Es hatte einst einen eigenen Pfarrer, bestand 1871 aber aus nur 26 Häusern.
Durch den Frankfurter Frieden vom 10. Mai 1871 kam die Region an das deutsche Reichsland Elsaß-Lothringen, und das Dorf wurde dem Kreis Château-Salins im Bezirk Lothringen zugeordnet. Nach dem Ersten Weltkrieg musste die Region aufgrund der Bestimmungen des Versailler Vertrags 1919 an Frankreich abgetreten werden. Im Zweiten Weltkrieg war die Region von der deutschen Wehrmacht besetzt.

### Bevölkerungsentwicklung
| Jahr      | 1962 | 1968 | 1975 | 1982 | 1990 | 1999 | 2007 | 2019 |
| Einwohner | 44   | 35   | 57   | 55   | 60   | 53   | 50   | 46   |

## Wappen
Der Globus im Gemeindewappen wurde aus dem Wappen von Morhange (Mörchingen) übernommen, das früher die Herrschaft über Pévange hatte; das Dreieck symbolisiert den Mantel des Heiligen Martin, des Schutzpatrons der Gemeinde.